# Giacomo Zuffi
Giacomo Zuffi (Torino, 14 dicembre 1886 – 1º agosto 1956) è stato un calciatore italiano, di ruolo attaccante.

## Carriera
Era noto anche come Zuffi I per distinguerlo dal fratello Enea.